# Demomaker
Ein Demomaker ist eine Software, um im Baukastenprinzip Computer-Demos zu erstellen. Demomaker sind von Demoszene-Gruppen hauptsächlich für den internen Gebrauch entstanden, aber oftmals auch kostenfrei für jeden erhältlich.
Im kommerziellen Bereich veröffentlichte der Verlag Data Becker das Programm Demomaker für Amiga (1991) und PC (1992, Neupreis damals 49 DM). Damit ließen sich ohne Programmieraufwand über eine mausgesteuerte Oberfläche Animationen wie zum Beispiel Laufschriften oder rotierende Sterne erstellen und als selbstablaufende Datei (für PC: *.exe) abspeichern. Das Programm war eines der ersten seiner Art. Entwickler dahinter war die Demogruppe Red Sector.
Unter Leuten der Demoszene genießen die klassischen Demomaker einen eher negativen Ruf, weil das herkömmliche Erstellen einer Demo damit verbunden ist, seine künstlerischen und programmiertechnischen Fähigkeiten unter Beweis zu stellen und dabei oftmals auch die vorhandenen Computer bis auf das Letzte auszureizen.
Heutzutage ist der Begriff Demomaker auch zunehmend in den Hintergrund geraten. Moderne Programme sind sehr viel komplexer und dienen meist als Hilfsmittel, um bspw. 3D-Objekte zu erstellen, in der Umgebung zu positionieren und den Ablauf der Demo festzulegen, ohne dabei die Leistung der Schöpfer in Frage zu stellen.
Bekannte moderne Entwicklungstools sind .werkkzeug von der Demogruppe farbrausch und Demopaja von Moppi Productions.